# Susann Müller
Susann Müller (Saalfeld, 1988. május 26. –) német válogatott kézilabdázó.

## Pályafutása
Müller gyerekként az 1. SSV Saalfeldnél kezdett kézilabdázni, innen igazolt 2003-ban a HC Leipzighez. Kezdetben a juniorcsapatban játszott, a Bundesliga keretnek 2006-ban lett tagja, és négy szezont játszott itt. 2010 nyarán igazolt a dán első osztályú SK Århushoz, követve élettársát, a szintén kézilabdázó Nina Wörzöt, aki a dán Randers HK-nál játszott. A csapat a következő évben pénzügyi gondokkal küzdött, így ő is a Randers HK-ba igazolt. Itt bajnokságot tudott nyerni, és a 2011–2012-es szezonban ő lett a dán bajnokság gólkirálya. A következő szezonban Wörz-cel együtt a szlovén RK Krim Ljubljanához igazolt, majd egy szezon után visszatért a HC Leipzighez. 2014-ben mindketten Magyarországra igazoltak, Müller a Bajnokok Ligája címvédő Győri Audi ETO KC-hoz, Wörz pedig a Siófok KC-hoz. Itt azonban a beilleszkedését nehezítették a szezon elején elszenvedett sérülései, emiatt nem tudott megfelelően teljesíteni, és szezon közben felbontották a szerződését.
2015 júliusa óta a német SG BBM Bietigheim játékosa. 2017-ben német bajnok lett csapatával, majd az év decemberében felbontották szerződését.
Müller játszott a német korosztályos válogatottakban, 2008-ban tagja volt a junior világbajnokságot megnyerő német csapatnak. A felnőtt válogatottban már 2007-ben bemutatkozhatott Japán ellen, és abban az évben részt vehetett a világbajnokságon, amelyen bronzérmesek lettek. A következő évi Európa-bajnokságra is a német keret tagja volt, azonban két héttel a torna kezdete előtt fáradtságra hivatkozva lemondta a válogatottságot.
A következő évtől már újra a válogatott rendelkezésére állt, amellyel a sérülés miatt kihagyott 2011-es világbajnokságot és a 2012-es Európa-bajnokságot leszámítva azóta is részt vesz a világeseményeken. Egyénileg a legsikeresebb nemzetközi tornája a 2013-as világbajnokság volt, amelyen a német válogatott hetedik lett, de Müller lett a torna gólkirálya, és az All-Star csapatba is beválasztották.
A 2014-es Európa-bajnokság előtt törött ujja miatt hosszabb kihagyása volt, amelyről nem lehetett tudni, hogy bírja-e egy mérkőzés terhelését. Emiatt csak a bő keretnek volt a tagja, és miután az első mérkőzésen vereséget szenvedett a német válogatott, és veszélybe került a csoportból való továbbjutása, a második mérkőzésre becserélték. A horvát válogatott ellen Müller öt gólt szerzett, ezzel csapata legeredményesebb játékosa volt, de a mérkőzés után rosszabbodott törött ujjának állapota, ezért az Európa-bajnokságon többet már nem léphetett pályára.

## Sikerei
- Világbajnokság bronzérmes: 2007
- Német bajnokság győztese: 2009, 2010, 2017
- Német kupa győztes: 2007, 2008, 2014
- Dán bajnokság győztese: 2012
- Szlovén bajnokság győztese: 2013
- Szlovén kupa győztes: 2013
- Magyar kupa győztes: 2015